# I Do Not Hook Up
«I Do Not Hook Up» es una canción de la cantante de pop estadounidense Kelly Clarkson, incluido en su cuarto álbum All I Ever Wanted, La canción era parte del primer álbum de la también cantante Katy Perry (A) Katy Perry, álbum que nunca se llegó a lanzar.
I Do Not Hook Up fue enviado a las radios el 30 de marzo , para ser lanzado el 13 de abril como segundo sencillo oficial del disco. El tema fue escrito por Greg Wells, Katy Perry, Kara DioGuardi y producido por Howard Benson.

## Promoción
Antes de que fuése sencillo oficial, Clarkson interpretó la canción en su sesión para Walmart Soundcheck en 2009, diciendo que probablemente podría ser el segundo sencillo del álbum. Al promocionarlo oficialmente como segundo sencillo de All I Ever Wanted, Clarkson la cantó por primera vez en un episodio del programa estadounidense Saturday Night Live el 14 de marzo y el 20 de marzo en Good Morning America.

## Video
El video fue dirigido por Bryan Barber durante el mes de marzo , se espera que el video sea estrenado a finales del mes de abril del 2009.Clarkson reveló en Access Hollywood sobre el video "En el video la chica tiene una fantasía , ella es una buena chica, en la fantasía".

## Lista de canciones (Sencillo)
1. I Do Not Hook Up
2. I Do Not Hook Up (Instrumental Versión)
3. My Life Would Suck Without You (Chriss Ortega Radio Mix)
4. My Life Would Suck Without You (F&l Radio Edit)

## Versiones oficiales
- Main Edit
- Radio Edit
- Instrumental
- Ashanti Boyz Club Remix
- Ashanti Boyz Radio Remix
- Bimbo Jones Club Mix
- Bimbo Jones Radio Mix
- Mashup

## Listas
La canción debutó en Inglaterra en el puesto 174 después de que el disco fuera lanzado y llegó al puesto #36. En Estados Unidos debutó en el puesto 120 del Billboard Hot 100 después llegando al puesto #20, tornándose en otro éxito top 20 para Kelly.